# Vật thể lặn không xác định
Vật thể lặn không xác định (USO) là một vật thể không xác định lặn dưới nước. Thuật ngữ này không nhất thiết ám chỉ đến một vật thể có nguồn gốc siêu nhiên.
Ngoài vật thể bay không xác định (UFO) trên bầu trời, vật thể di chuyển bí ẩn cũng được nhiều người chứng kiến trong các đại dương, vùng biển, sông ngòi và hồ nước. Chúng thường được mô tả dưới dạng hình đĩa có thể dễ dàng lặn xuống và lao khỏi mặt nước và dường như không bị cản trở bởi sức nước. Tốc độ dưới nước của USO có thể lên tới hàng trăm đến hàng nghìn km/h theo như báo cáo cho biết và hướng đi đột ngột, tăng tốc và giảm tốc tương tự như UFO trên bầu trời.
USO thường xuất hiện trong các buổi diễn tập quân sự và giới chức trách báo cáo rằng tàu ngầm mới chính là đối tượng đang bị USO theo dõi nhiều nhất. Vào năm 1965, một tàu tuần dương Mỹ đã va chạm với một vật thể lạ dưới nước, sau đó một cái đĩa khổng lồ với đường kính khoảng 400 mét bỗng dưng xuất hiện trên bề mặt nước đã vọt lên với tốc độ rất lớn và biến mất vào không trung trong chớp mắt. Theo một báo cáo gần đây từ kênh History, tàu sân bay USS Franklin D. Roosevelt hay bị những vật thể bí ẩn bám theo sau đã lặn xuống nước hoặc bay khỏi đó. Trong bản báo cáo này, người ta cho rằng nhiều khả năng đây là loại vũ khí nguyên tử hạng nặng và vào thời điểm đó (1950) nó được coi là một trong những thiết bị điện tử tối tân hiện diện trên con tàu này.
Một số nhà nghiên cứu UFO đã đề xướng giả thuyết rằng UFO và USO đều có cùng nguồn gốc và thuộc về nền văn minh ngoài Trái Đất có căn cứ dưới lòng biển sâu hoặc nền văn minh này có thể là 'cư dân bản địa' sinh sống trong các đại dương trên cạn và sở hữu công nghệ vượt bậc so với nền văn minh nhân loại trên đất liền.